# Цильке, Регинальд Александрович
Регинальд Александрович Цильке (род. 13 апреля 1932, Роза Долина, Азовский немецкий национальный район или Азовский немецкий национальный район) — учёный-ботаник, доктор биологических наук, профессор Новосибирского аграрного университета (по специальности «Генетика», звание присвоено в 1986 году), Почетный доктор Берлинского университета имени Гумбольдта. Заслуженный деятель науки Российской Федерации.

## Биография
- 1932 — 13 апреля родился в селе Роза Долина Азовского района Омской области в семье сельского учителя Цильке Александра Эмильевича (1910 г.) и колхозницы Цильке (урожд. Цейтлер) Регины Петровны (1911 г.).
- 1939—1947 годы — Учёба в школе в селе Новоскатовка и одновременно работа в колхозе им. Розы Люксембург Шербакульского района Омской области.
- 1948—1949 годы — Учёба в 8-м классе Еремеевской средней школы Полтавского района Омской области. Летом работа в колхозе им. Розы Люксембург.
- 1950—1953 — Учёба в Омском сельскохозяйственном техникуме, который окончил с отличием.
- 1953—1954 — Участковый агроном в колхозе им. Розы Люксембург и им. С. М. Кирова при Екатеринославской МТС Шербакульского района Омской области.
- 1954—1956 год — Учёба в Омском сельскохозяйственном институте им. С. М. Кирова на агрономическом факультете.
- 1959—1961 — Главный агроном в одном из крупнейших целинном совхозе «Красный Октябрь» Черлакского района Омской области.
- 1961—1963 — Ассистент кафедры растениеводства Омского сельскохозяйственного института им. С. М. Кирова.
- 1963—1966 — Аспирант кафедры селекции и семеноводства Омского сельскохозяйственного института им. С. М. Кирова. В 1967 году защитил кандидатскую диссертацию «Генетико-селекционное исследование инбредной и гибридной кукурузы в условиях лесостепи Омской области».
- 1966—1978 год — Заведующий лабораторией цитологии и генетики Сибирского научно-исследовательского института сельского хозяйства и с 1974 по 1977 год — заместитель руководителя Западно-Сибирского селекцентра СибНИИсхоза (Омск). В начале 1970-х годов в журнале «Генетика» опубликованы его первые статьи, а также статьи его учеников-ботаников и селекционеров.
- 1978—1989 — Заведующий лабораторией генетики Сибирского научно-исследовательского института растениеводства и селекции Сибирского отделения Российской академии сельскохозяйственных наук (Краснообск); с 1989 по 2008 — по совместительству. В 1983 году защитил докторскую диссертацию «Генетические основы селекции мягкой яровой пшеницы на продуктивность в Западной Сибири».
- С 1989 года — заведующий кафедрой селекции и генетики (ныне — Кафедра селекции, генетики и лесоводства) Новосибирского государственного аграрного университета[1].

## Научная деятельность
Под руководством и при непосредственном участии Р. А. Цильке разработаны принципы экологической селекции и выведены новые сорта пшеницы для Зауралья, Западной и Восточной Сибири.
Перу профессора принадлежат десятки монографий и научных работ. В своем большом научном труде «Генетика, цитогенетика и селекция растений», вместившем более 600 страниц, профессор Цильке обобщил итоги многолетней плодотворной исследовательской и практической деятельности.
Много внимания и сил известный ученый отдает подготовке молодых научных кадров.
За большой вклад в науку, подготовку кадров и активную международную деятельность Регинальд Александрович Цильке удостоен звания Заслуженного деятеля науки Российской Федерации. Также ему присвоено звание Почетного доктора Берлинского университета имени Гумбольдта.
В 2012 году удостоен звания Лауреата конкурса «Лучшие имена немцев России» в области науки им. Бориса Раушенбаха.